# 艾瓜穆尔西亚
艾瓜穆尔西亚（西班牙語：Aiguamurcia）是西班牙加泰罗尼亚塔拉戈纳省的一个市镇。总面积73平方公里，总人口648人（2001年），人口密度9人/平方公里。